# バラク・バハル
バラク・バハル（ヘブライ語: ברק בכר, ラテン文字転写: Barak Bakhar、1979年9月21日 - ）は、イスラエルの元サッカー選手、サッカー指導者。ポジションはディフェンダー。

## 選手経歴
現役時代は右サイドバックとしてハコア・アミダル・ラマト・ガンFC、ハポエル・ペタク・チクヴァFC、ハポエル・イロニ・キリヤット・シュモナFCに在籍した。イロニ・キリヤット・シュモナ時代の2008年にはサッカーイスラエル代表に招集されたが、イスラエル代表入りの条件であるイスラエル国防軍での兵役を完了していなかったため取り消された。バハルは兵役を行わなかった理由としてイスラエル国防軍が自分に合わなかったことと、自身がイスラエル機甲軍の戦闘部隊に送られそうになったことを挙げた。

## 指導者経歴
ハポエル・イロニ・キリヤット・シュモナFCで2011-12シーズンのアシスタントコーチを務め、2012-13シーズンからは監督を務めた。2015-16シーズンからハポエル・ベエルシェバFCの監督に就任するとイスラエル・プレミアリーグで40シーズンぶりの優勝から3連覇を果たし、2016-17シーズンと2017-18シーズンにはUEFAヨーロッパリーググループステージに導いた。2020-21シーズンからはマッカビ・ハイファFCの監督になると2021-22シーズンにUEFAヨーロッパカンファレンスリーググループステージに出場、2022-23シーズンにはUEFAチャンピオンズリーグ予選でオリンピアコスFC、アポロン・リマソール、レッドスター・ベオグラードを破り本戦に進出、グループステージではサミー・オフェル・スタジアムでユヴェントスFCに勝利した。
2023年5月19日、ミロシュ・ミロイェヴィッチの後任としてレッドスター・ベオグラードの監督に就任することが発表された。

## 私生活
叔父はイスラエルの軍人および政治家のレハバム・ゼエビ。